# Церква Серафима Саровського (Київ, Пуща-Водиця)
Це́рква Серафи́ма Саро́вського — православний храм, розташований у передмісті Києва Пуща-Водиця. Побудований комбіновано з дерева та цегли. Конфесійно належить до Української Православної Церкви Московського Патріархату, благочинію західного округу Київської митрополії. Престольне свято — день пам'яті преподобного Серафима Саровського (2 (15) січня і 19 липня (1 серпня)).

## Історія
Наприкінці XIX століття в місцевості Пуща-Водиця біля Києва було створене однойменне дачне селище, де кияни могли зводити дачі на ділянках у 0,25 га. Значну роль у розбудові Пущі-Водиці відіграло Товариство благоустрою дачної місцевості «Пуща-Водиця», з ініціативи якого у селищі були створені парк, школа, театр. До складу товариства входили заможні мешканці селища, деякі з яких мешкали тут цілий рік. У 1903 році члени Товариства звернулися до тогочасного міського голови В. М. Проценко з проханням дозволити облаштувати в селищі православний храм, адже найближчими церквами були церква святих Петра і Павла на Куренівці та церква святого Андрія Первозванного в с. Мостище. Підписи під зверненням поставили 35 осіб, у тому числі архітектор І. Ніколаєв, настоятель Борисоглібської церкви А. Дашкієв, купець 2-ї гільдії, гласний міської думи М. Новиков, протоієрей К. Фоменко та інші.
Міський голова звернувся до митрополита Київського та Галицького Флавіана та 16 липня отримав його благословення на зведення церкви. Одночасно на зборах 10–16 липня Київська міська дума ухвалила рішення про будівництво церкви і дозволила мешканцям Пущі-Водиці створити комітет з будівництва. Таким чином, 10 серпня 1903 року мешканці селища вибрали комітет для влаштування селищної церкви, куди входили 23 особи. Очолив комітет генерал-майор у відставці, інженер Микола Олександрович Ракінт, товаришем голови обрали статського радника Миколу Адамовича Пашинського, казначеєм — купця 2-ї гільдії, гласного міської думи Миколу Гнатовича Новікова, секретарем — статського радника Якова Павловича Кобця. У жовтні того ж року члени комітету обрали місце для будівництва церкви — на розі Лермонтовської (зараз — Миколи Юнкерова) вулиці та 7-ї лінії. Міська дума погодилася з цим рішенням і виділила дві ділянки загальною площею 0,5 га.
У квітні 1904 року голова комітету М. Ракінт поїхав з Києва, тому головою обрали купця 2-ї гільдії, гласного міської думи Олександра Юр'євича Захар'євського. Завдяки його енергійній діяльності та власним пожертвами того ж місяця почалося будівництво невеликої дерев'яної каплиці, яка була освячена 13 травня; її старостою став Я. Кобець. Незабаром каплицю відвідав сам митрополит Флавіан і дав згоду на будівництво церкви на честь преподобного Серафима Саровського. Престол церкви був освячений 25 липня 1905 року. Але богослужіння в новозведеній каплиці проводилися нерегулярно, тому що при ній не було приміщення причту, і служби проводилися священиками Києво-Пріорської церкви та церкви с. Мостище, які не завжди мали змогу прибути до Пущі-Водиці. Вже в липні 1905 року О. Захар'євський звернувся до міської думи з проханням виділити для церкви ще дві сусідні ділянки, які виходили на Пушкінську вулицю (зараз — вулиця Квітки Цісик). Своє прохання він мотивував тим, що для нормального функціонуваня церкви необхідно звести також будинок причту, а для задоволення освітніх потреб мешканців селища — побудувати недільну школу при церкві. На засіданні 10–17 листопада дума ухвалила рішення про виділення додаткових ділянок для церковної території, проте будівництво церкви затрималося на кілька років через затяжний конфлікт між головою комітету Захар'євським та старостою церкви Я. Кобцем. Результатом конфлікту стала відставка у липні 1907 року Захар'євського з посту голови будівельного комітету. Було обрано новий комітет з 9 осіб, який очолив інженер-технолог Олександр Іванович Тихонов.
20 листопада того ж року було затверджено проект храму, який розробив мешканець Пущі-Водиці, архітектор І. Ніколаєв. Проект передбачав зведення кам'яної церкви по типу Олександро-Невської церкви на Липках, але з окремою дзвіницею. Проте невдовзі з'ясувалося, що грошей на будівництво кам'яної церкви в комітету немає, тому в травні 1908 року було вирішено будувати дерев'яну церкву на кам'яному фундаменті. Автором нового проекту був голова комітету, інженер Тихонов. Київська Духовна Консисторія затвердила проект, але зазначила, що будівля церкви має бути обкладена цеглею. Проте до квітня 1909 року будівельний комітет майже припинив існування. 26 квітня Тихонов і ще чотири учасники відмовилися від участі у комітеті, були обрані нові члени, а очолив комітет знову О. Захар'євський. Будівництво церкви почалося 8 червня 1910 року, 12 грудня того ж року храм був освячений протоієреєм Іоанном Богородицьким. 21 липня 1911 року був освячений боковий вівтар на честь святителя Миколая. Протягом 1910–1911 років було зведено ще одну будівлю причту, продовжувався благоустрій церковної території. У березні 1911 року рішенням Синоду при церкві було засновано самостійну парафію, настоятелем став Костянтин Стешенко.
Радянські органи зареєстрували православну громаду церкви Серафима Саровського у жовтні 1920 року. До кінця 1930-х років храм залишався діючим, належав до традиційної «старослов'янської» орієнтації. У 1937–1939 роках храм був закритий, богослужіння у ньому відновилися лише у 1943 році. Церковні будинки, зведені в 1905–1907 та 1910–1911 роках, були зруйновані. Іконостас з іконами розібрали парафіяни, іконостас був захований у навколишньому лісі, та після війни був відновлений і реконструйований, проте старі ікони зібрати не вдалося. У 1992 році київський художник Сергій Вандаловський написав ікони для центрального іконостаса, у 1995 році була написана нова храмова ікона преподобного Серафима Саровського, а також ікони 12 апостолів для іконостаса правого бокового вівтаря.
У 2000–2003 роках церкву капітально відреставровано з рахунок парафіян та благодійних пожертв.

## Архітектура

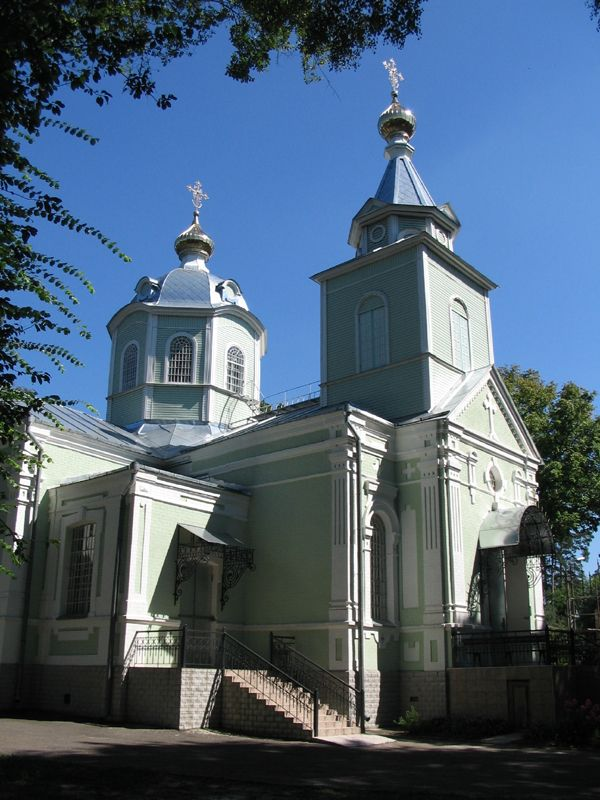

Перший проект церкви у неовізантійському стилі, автором якого був архітектор Іполит Ніколаєв, не був втілений у життя за браком коштів. Автором нового проекту став інженер Тихонов, у розробці проекту також брав участь архітектор Е. Брадтман. За новим задумом церква вирішена у стилі історизму з рисами бароко[джерело?], однобанна, в плані хрещата, з одноповерховими прибудовами. З західного боку до основного об'єму прилягає двоярусна шатрова дзвіниця. Баня церкви з фальшивими люкарнами та маківкою міститься над середохрестям на восьмигранному підбаннику. Віконні прорізи прикрашені фігурними сандриками та напівциркульними перемичками. Бабинець завершено трикутним фронтоном, під яким розташовано кругле вікно-розетка. Церква зведена з дерева на цегляному підмурку, стіни, за винятком підбанника бані та другого ярусу дзвіниці, обкладені цеглою і тиньковані.
Південний боковий вівтар освячено на честь святого Миколая, північний — на честь великомученика Пантелеймона.
Всередині церква має ряд розписів, виконаних у 2002 році в іконописних традиціях XV–XVI століть. В зеніті бані зображено голуба, який символізує Святий Дух, на восьми гранях підбанного шатра змальовано вісім сцен святкого чину («Хрещення», «Вознесіння» та ін.). В центральній апсиді міститься велике полотно «Воскресіння Христа» (5,0×4,0 м).

## Святині храму
У церкві зберігаються ікона преподобного Серафима Саровського з частинкою мощей та ікона Почаївської Божої Матері з частинками мощей Іова і Амфілохія Почаєвських.

## Настоятелі церкви
Першим настоятелем церкви Серафима Саровського став Костянтин Стешенко, псаломщиком — Петро Котеленець. У 1920-х—1930-х роках відомостей про храм майже немає. Відомо, що в 1937 році, після закриття храму, був заарештований його настоятель протоієрей Данило Данилевський.
Церкву було відкрито в 1943 році і в списку православних храмів станом на 31 травня 1944 року зазначена парафія Серафима Саровського та її настоятель Василь Маркевич. За даними 1964 року настоятелем церкви був священник Володимир Костянтинович Сокальський, який служив тут до 1968 року. З 1968 по 1972 рік настоятелем був ієрей Валентин Кириллов, який організував першу після війни реставрацію церкви. У 1972 році у церкві служив священник Олександр Тарадайка, протягом 1978–1987 років — протоієрей Іоанн Стрельников, у 1987–1989 роках — протоієрей Євген Семенкін. 
У 1972–1978 роках та з 30 липня 1989 року по 30 грудня 2008 року настоятелем був протоієрей Василь Заєв (настоятелем був до самої смерті). За його служіння було зроблено наймасштабнішу реконструкцію храму та церковних будівель, зокрема, у 2004–2007 роках було відбудовано недільну школу.
З 16 січня 2009 року по 2012 рік настоятелем церкви був протоієрей Андрій Антощук, з середини 2012 року по 26 лютого 2025 року настоятелем був призначений протоієрей Іоанн Грицько котрий служив у храмі і був настоятелем до дня своєї смерті.

## Склеп
На церковній території, праворуч від церкви знаходиться старовинний склеп, зведений у мавританському стилі близько 1913 року. За однією з версій, архітектором є В. Городецький, можливо, через схожість склепу з будівлею караїмської кенаси та мавзолеєм Тишевичів на Байковому цвинтарі. Будівля склепу оздоблена з використанням залізобетону, кованого металу, метласької плитки та кольорового скла. За переказами, склеп зведено на замовлення банкіра Володимира Павловича Козакевича, мешканця Пущі-Водиці, який заповів поховати себе на церковній території. Цій версії суперечать два факти: по-перше, на цвинтарі парафіяльної церкви мали право бути похованими лише настоятелі церкви та шановані парафіяни-благодійники (втім, благочинність не завжди залишала по собі письмові джерела). По-друге, у тогочасних довідниках прізвище Козакевича (або Казакевича) серед мешканців або власників дач не зустрічається.
З 1939 року мавзолей поволі руйнувався; два тіла з нього були перепоховані на невеличкому церковному цвинтарі поруч. У 1990-ті роки склеп був захований під залізною обшивкою. У 2007 році його було повністю відреставровано. Реставрація відновила і надписи на фасадах: на чоловому фасаді видно напис «Упокой, Боже, душу померлої раби Твоєї» — це свідчить про те, що першою в склепі була похована жінка.

## Галерея

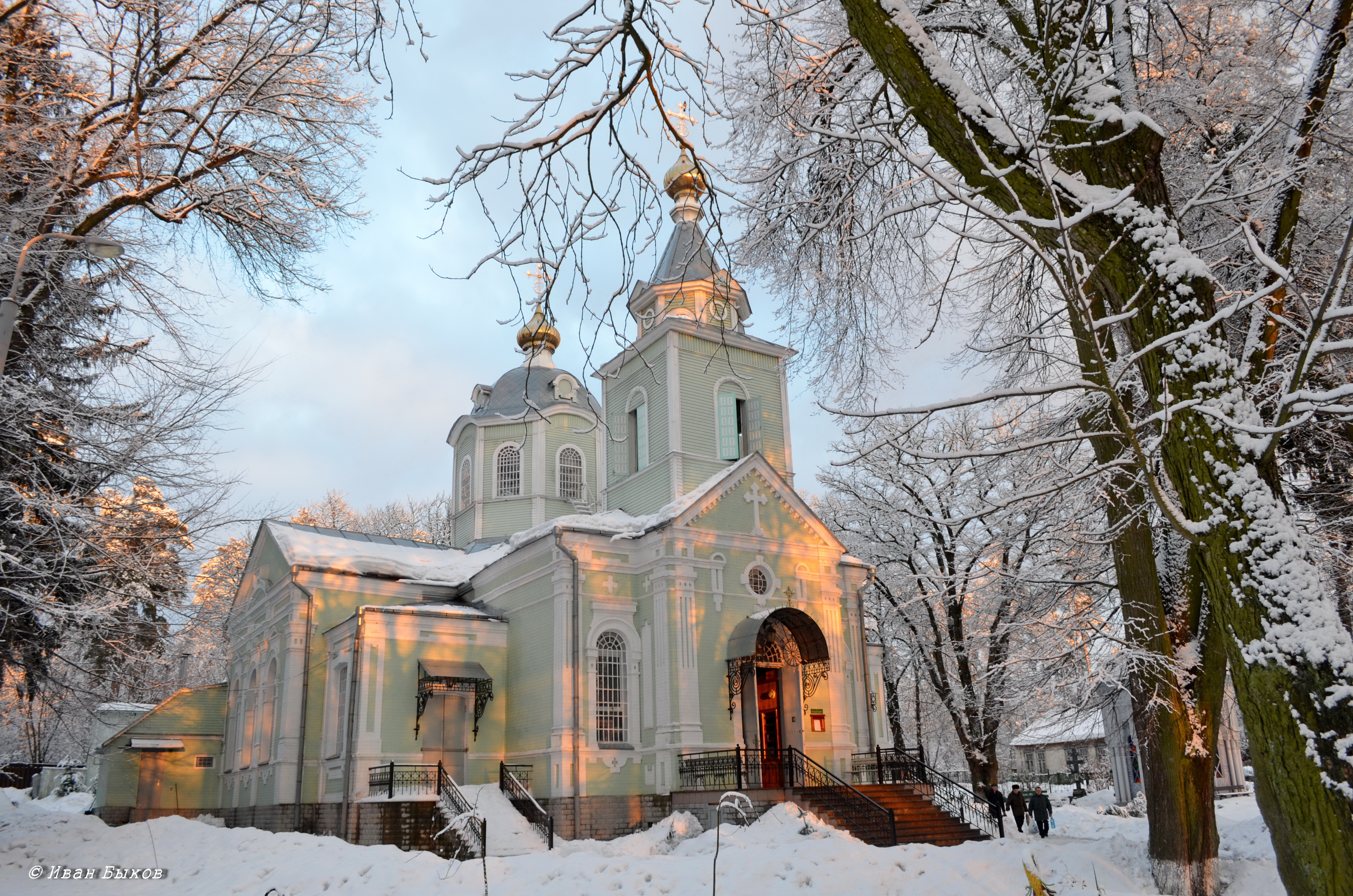
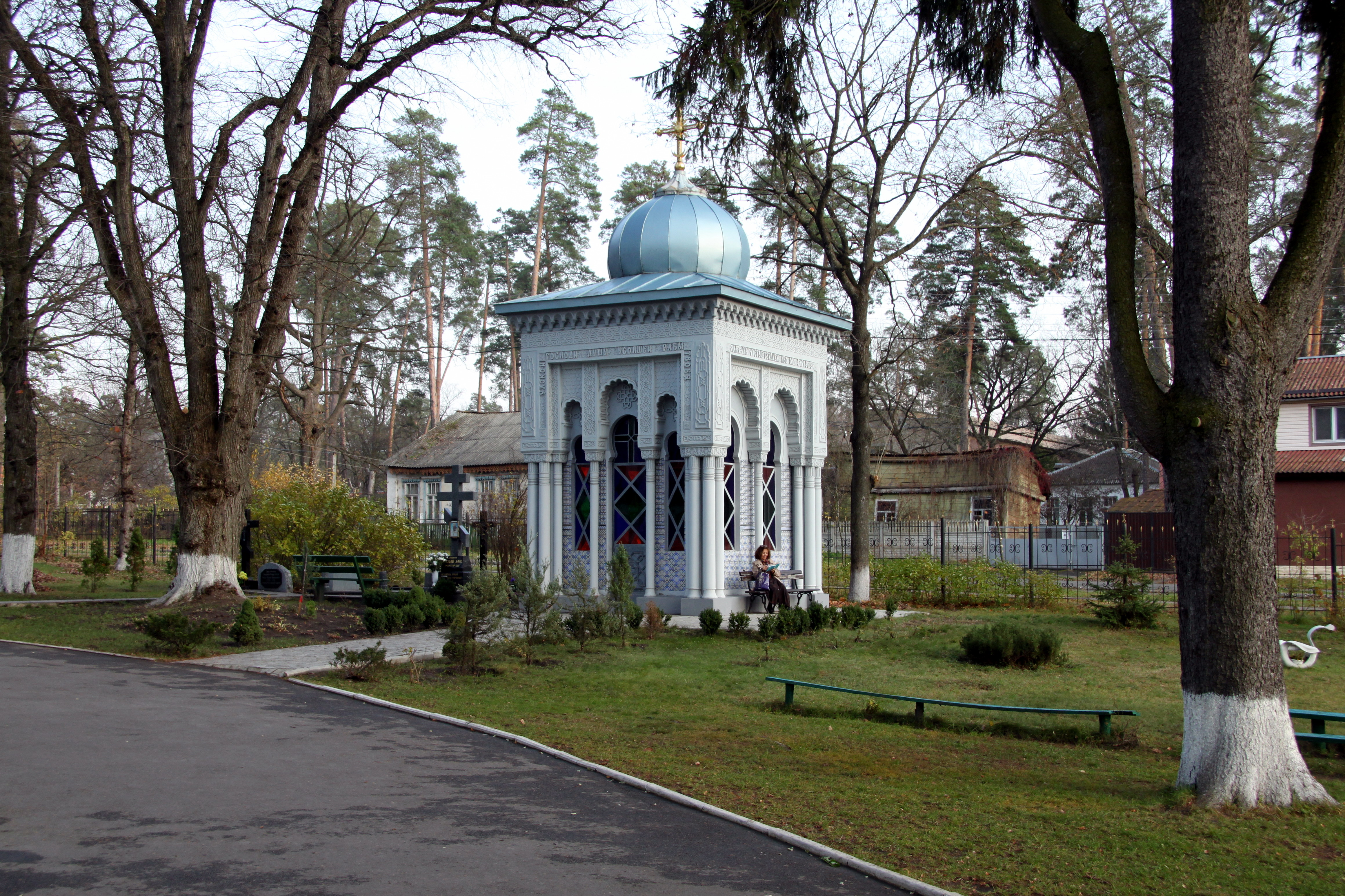
дзвіниця-усипальниця
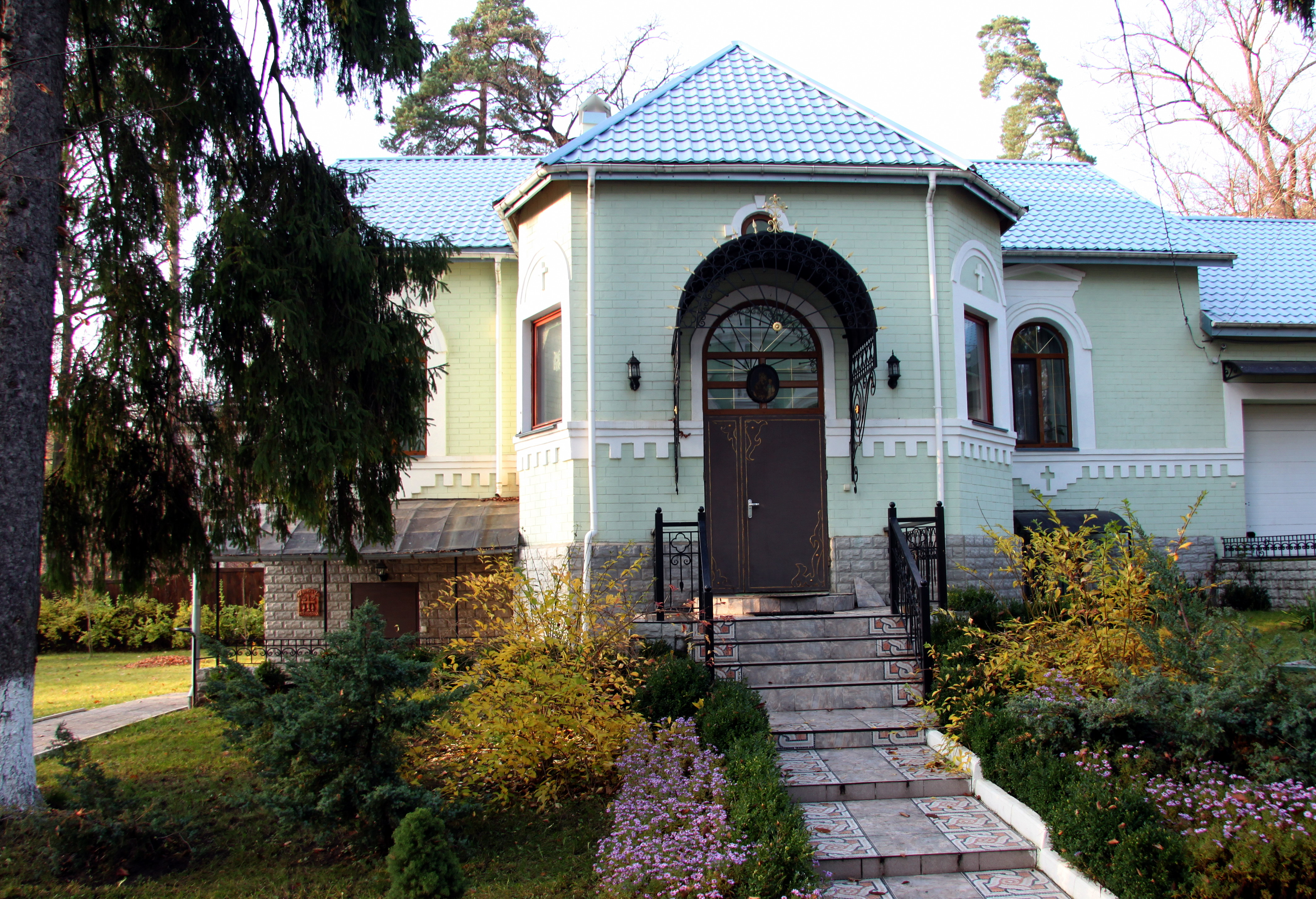
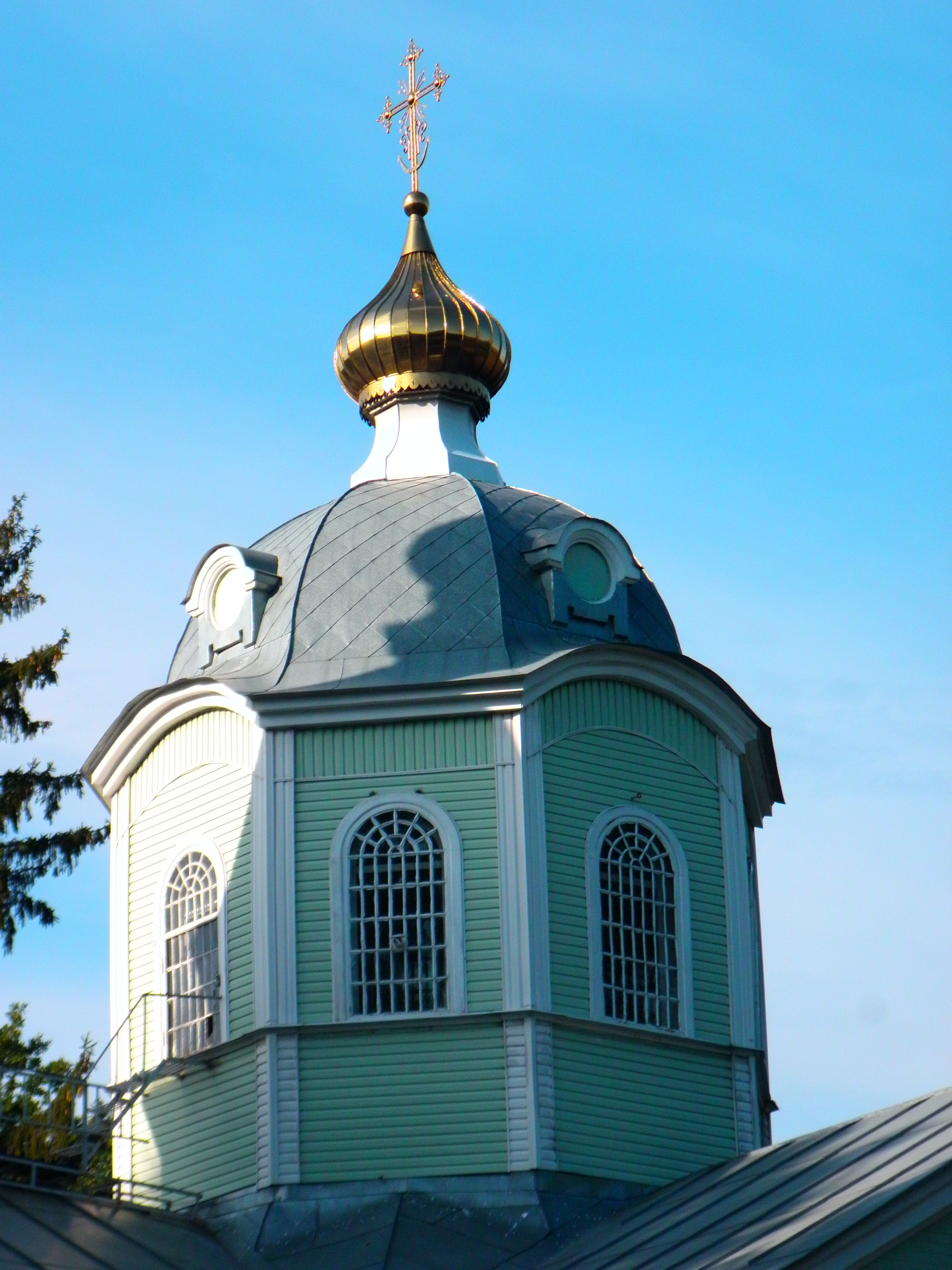
головний купол
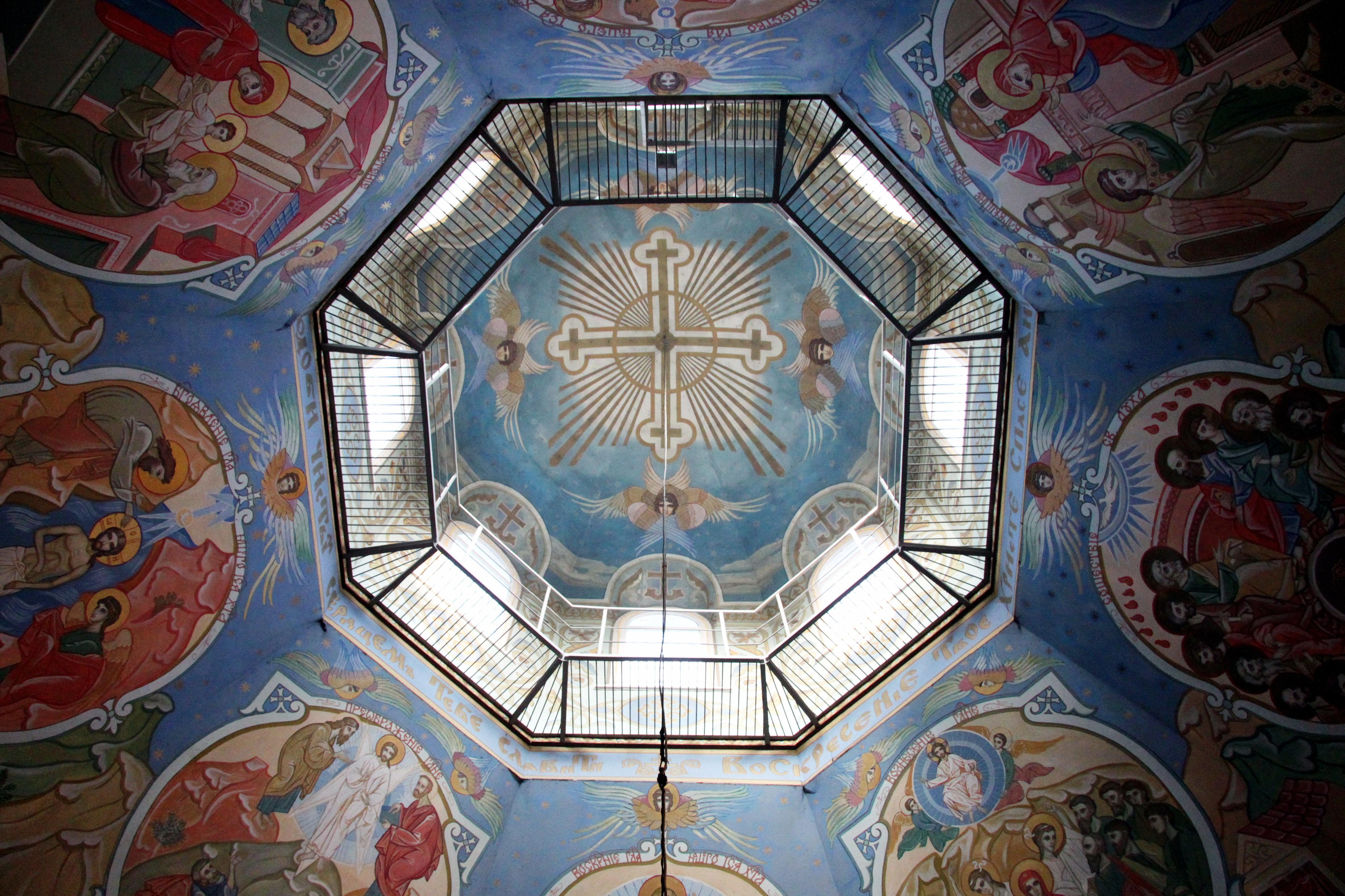
розпис під куполом
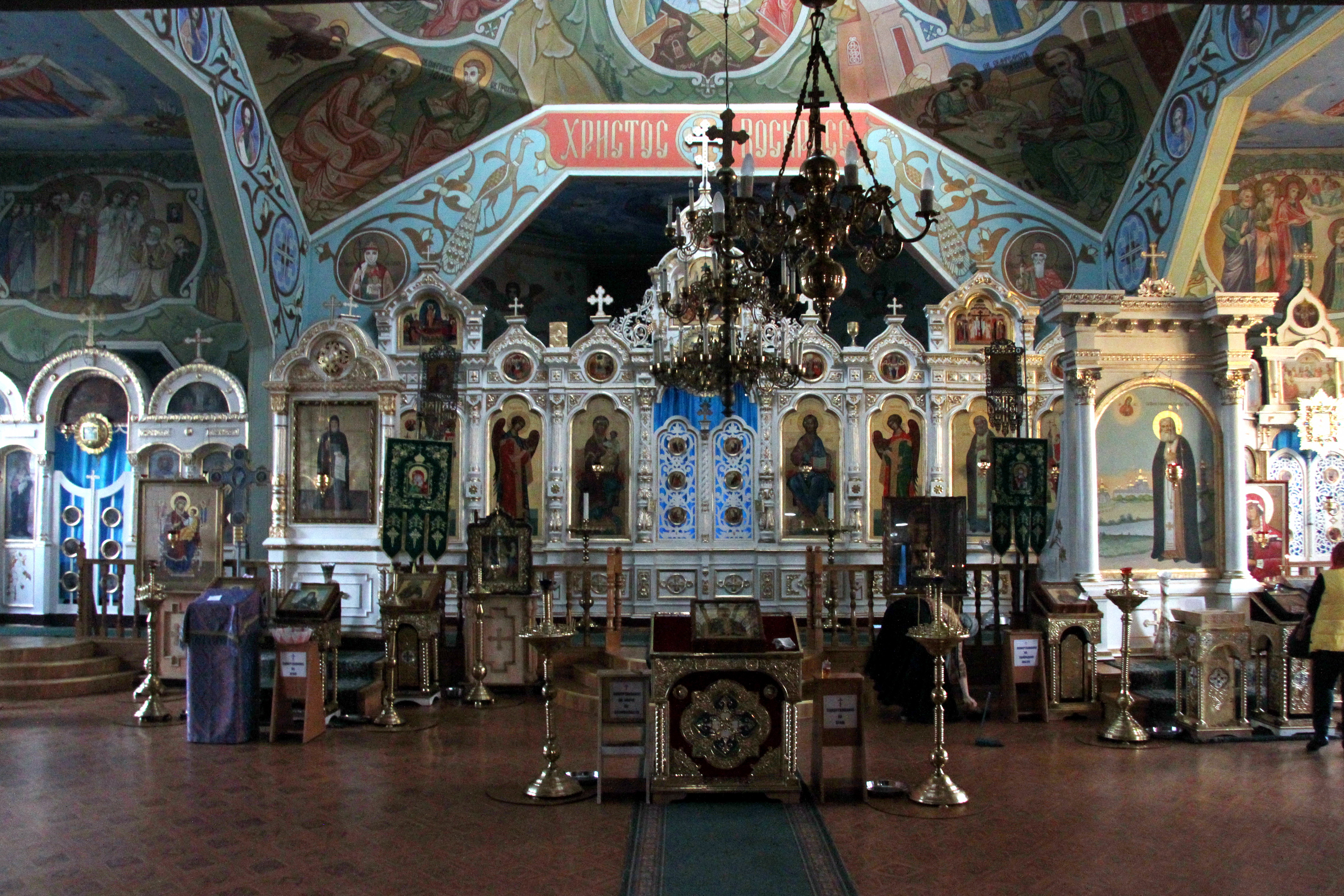
інтер'єр
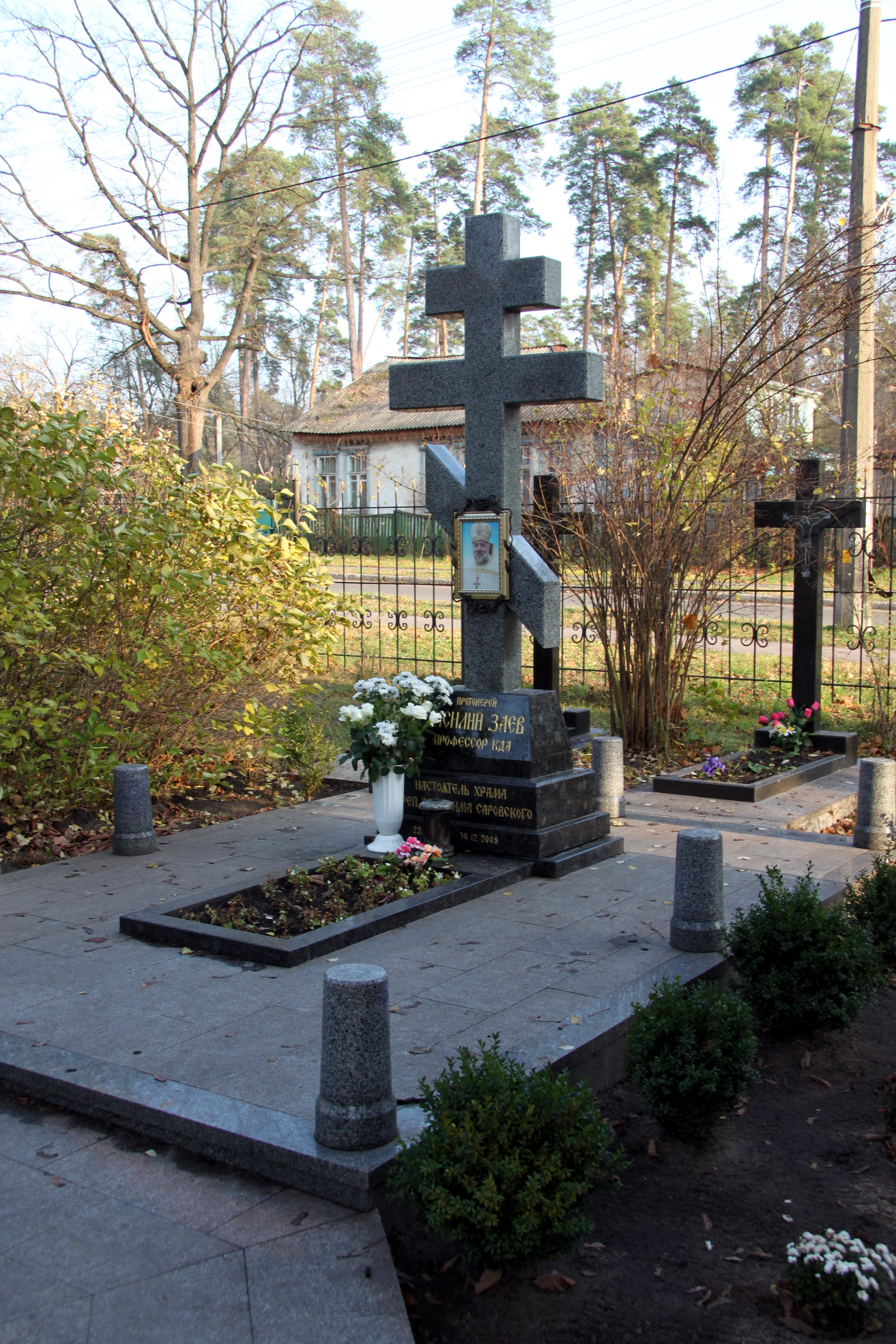
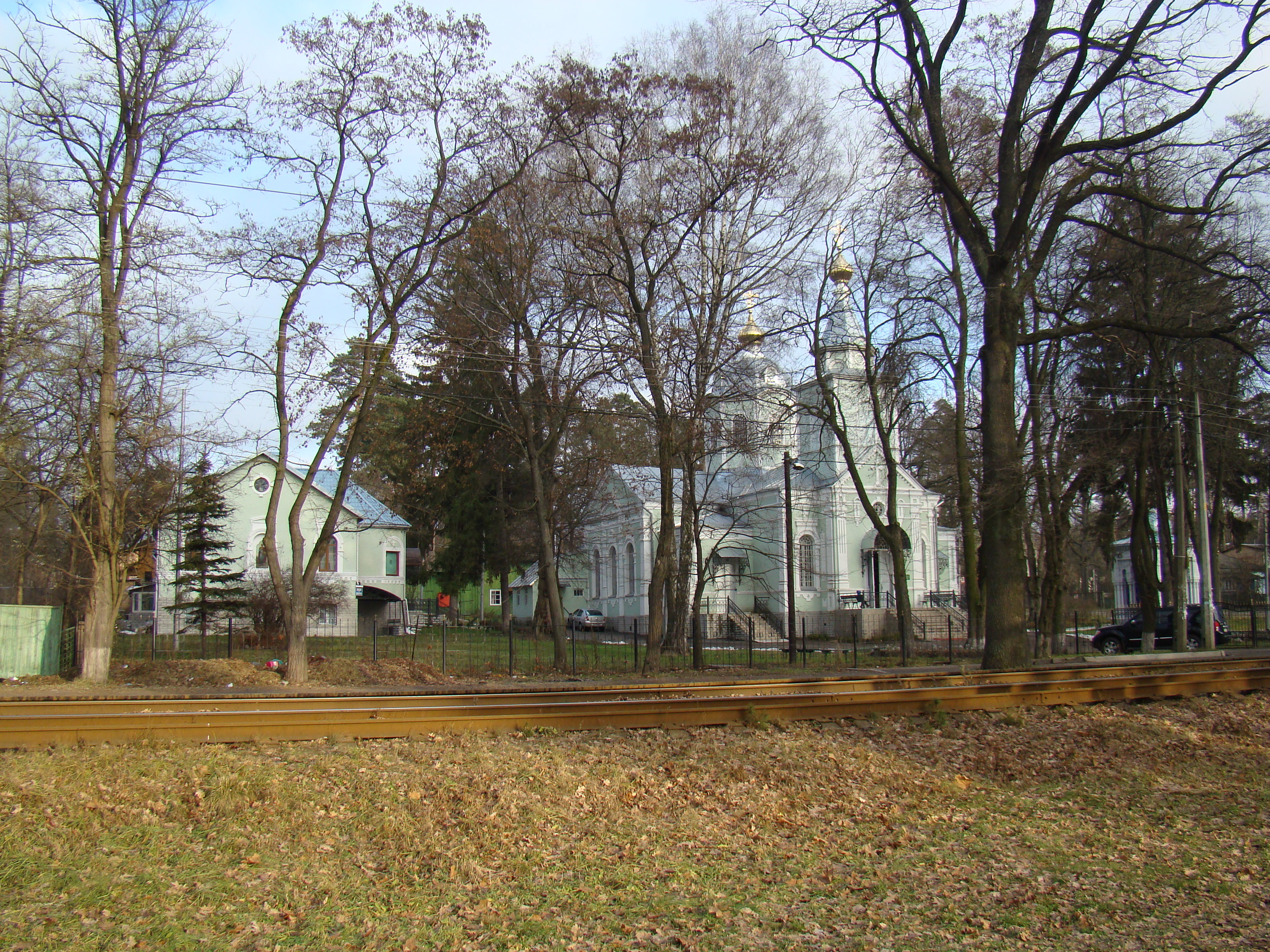